# Ahlefeld-Bistensee
Ahlefeld-Bistensee ist eine Gemeinde im Kreis Rendsburg-Eckernförde in Schleswig-Holstein.

## Geografie

### Geografische Lage
Das Gemeindegebiet von Ahlefeld-Bistensee erstreckt sich im Westen der naturräumlichen Haupteinheit Schwansen, Dänischer Wohld. Im Süden des Gemeindegebiets befindet sich der Bistensee, aus dem die Stente, der nördliche Quellfluss der Sorge heraus tritt.

### Gemeindegliederung
Neben den beiden im Gemeindenamen vermerkten Dorflagen befinden sich auch das Gut Friedrichshof, die Hofsiedlungen Bethlehem, Haverott, Hörst und Schierensrade, die Häusergruppen Bistenseemühle, Dixrade und Schütt, weiterhin die Siedlung Meierhof und die Streusiedlungen Baumgarten und Poggensiek als weitere Wohnplätze im Gemeindegebiet.

### Nachbargemeinden
Direkt angrenzende Gemeindegebiete von Ahlefeld-Bistensee sind:
| Brekendorf     | Ascheffel                                   | Damendorf       |
| Owschlag       | Kompassrose, die auf Nachbargemeinden zeigt |                 |
| Alt Duvenstedt | Holzbunge                                   | Klein Wittensee |

## Geschichte
Bekannter als der Ort Ahlefeld ist die gleichnamige Adelsfamilie. Diese spielte in der Geschichte Schleswig-Holsteins eine tragende Rolle. Ihre Angehörigen besaßen zahlreiche Güter, vor allem im Herzogtum Schleswig, und kamen in der Zeit des Gesamtstaats unter der dänischen Monarchie in höchste Staatsämter. Das Gut Friedrichshof, das der Stammsitz der Familie Ahlefeld war, wurde 1953 nach einem Brand abgerissen.
Bistensee wurde 1142 erstmals erwähnt und taucht 1542 im Gottorper Amtsregister auf. Der Ortsname leitet sich vermutlich vom Wort Binsen ab.
Am 1. März 2008 fusionierten die bis dahin selbständigen Gemeinden Ahlefeld und Bistensee zur Gemeinde Ahlefeld-Bistensee.

## Politik

### Gemeindevertretung
Bei der Kommunalwahl am 14. Mai 2023 wurden insgesamt neun Sitze vergeben. Die Ahlefeld-Bistenseer Wählergemeinschaft erhielt fünf Sitze und die CDU erhielt vier Sitze.

### Wappen
Blasonierung: „In Blau ein erhöhter, beiderseits im Schildrand verschwindender goldener Dreiberg, belegt mit vier grünen Binsen, deren mittlere überhöht sind. Im erhöhten blauen Schildfuß ein silberner Fisch (Zander).“

## Verkehr
Durch das Gemeindegebiet führt die schleswig-holsteinische Landesstraße 265 zwischen Kropp und Eckernförde.
Der nächstgelegene Bahnhof befindet sich in Owschlag an der Bahnstrecke Neumünster–Flensburg. Es halten dort die Nahverkehrszüge der Regionalexpress-Linien RE 7 (Hamburg–Flensburg) und 74 (Kiel–Husum) im Nahverkehrsverbund Schleswig-Holstein.